# Formula 1 – sezona 1993.
| FIA Svjetsko prvenstvo Formule 1 1993. | FIA Svjetsko prvenstvo Formule 1 1993. |
|                                        | Prvak                                  |
| -------------------------------------- | -------------------------------------- |
| Vozač                                  | Alain Prost (Williams-Renault)         |
| Konstruktor                            | Williams-Renault                       |
| Prethodna sezona                       | Sljedeća sezona                        |
| 1992.                                  | 1994.                                  |

Formula 1 – sezona 1993. je bila 44. sezona u prvenstvu Formule 1. Vozilo se 16 utrka u periodu od 14. ožujka do 7. studenog 1993. godine. Svjetski prvak po četvrti puta je postao Alain Prost, a konstruktorski prvak Williams-Renault. Ovo je bila prva sezona u Formuli 1 za Rubensa Barrichella i Eddija Irvinea, a posljednja za Alaina Prosta i Riccarda Patresea.

## Vozači i konstruktori
| Konstruktor / Momčad                       | Šasija         | Motor                        | Gume | Broj | Vozači               | Utrke |
| ------------------------------------------ | -------------- | ---------------------------- | ---- | ---- | -------------------- | ----- |
| Williams-Renault Canon Williams Team       | Williams FW15C | Renault RS5 V10 3.5          | G    | 0    | Damon Hill           | Sve   |
| Williams-Renault Canon Williams Team       | Williams FW15C | Renault RS5 V10 3.5          | G    | 2    | Alain Prost          | Sve   |
| Tyrrell-Yamaha Tyrrell Racing Organisation | Tyrrell 020C   | Yamaha OX10A V10 3.5         | G    | 3    | Ukyo Katayama        | 1-9   |
| Tyrrell-Yamaha Tyrrell Racing Organisation | Tyrrell 020C   | Yamaha OX10A V10 3.5         | G    | 4    | Andrea de Cesaris    | 1-8   |
| Tyrrell-Yamaha Tyrrell Racing Organisation | Tyrrell 021    | Yamaha OX10A V10 3.5         | G    | 3    | Ukyo Katayama        | 10-16 |
| Tyrrell-Yamaha Tyrrell Racing Organisation | Tyrrell 021    | Yamaha OX10A V10 3.5         | G    | 4    | Andrea de Cesaris    | 9-16  |
| Benetton-Ford Cosworth Camel Benetton Ford | Benetton B193  | Ford Cosworth HB V8 3.5      | G    | 5    | Michael Schumacher   | 1-2   |
| Benetton-Ford Cosworth Camel Benetton Ford | Benetton B193  | Ford Cosworth HB V8 3.5      | G    | 6    | Riccardo Patrese     | 1-2   |
| Benetton-Ford Cosworth Camel Benetton Ford | Benetton B193B | Ford Cosworth HB V8 3.5      | G    | 5    | Michael Schumacher   | 3-16  |
| Benetton-Ford Cosworth Camel Benetton Ford | Benetton B193B | Ford Cosworth HB V8 3.5      | G    | 6    | Riccardo Patrese     | 3-16  |
| McLaren-Ford Cosworth Marlboro McLaren     | McLaren MP4/8  | Ford Cosworth HB V8 3.5      | G    | 7    | Michael Andretti     | 1-13  |
| McLaren-Ford Cosworth Marlboro McLaren     | McLaren MP4/8  | Ford Cosworth HB V8 3.5      | G    | 7    | Mika Häkkinen        | 14-16 |
| McLaren-Ford Cosworth Marlboro McLaren     | McLaren MP4/8  | Ford Cosworth HB V8 3.5      | G    | 8    | Ayrton Senna         | Sve   |
| Footwork-Mugen Honda Footwork Mugen Honda  | Footwork FA13B | Mugen Honda MF-351HB V10 3.5 | G    | 9    | Derek Warwick        | 1-2   |
| Footwork-Mugen Honda Footwork Mugen Honda  | Footwork FA13B | Mugen Honda MF-351HB V10 3.5 | G    | 10   | Aguri Suzuki         | 1-2   |
| Footwork-Mugen Honda Footwork Mugen Honda  | Footwork FA14  | Mugen Honda MF-351HB V10 3.5 | G    | 9    | Derek Warwick        | 3-16  |
| Footwork-Mugen Honda Footwork Mugen Honda  | Footwork FA14  | Mugen Honda MF-351HB V10 3.5 | G    | 10   | Aguri Suzuki         | 3-16  |
| Lotus-Ford Cosworth Team Lotus             | Lotus 107B     | Ford Cosworth HB V8 3.5      | G    | 11   | Alessandro Zanardi   | 1-12  |
| Lotus-Ford Cosworth Team Lotus             | Lotus 107B     | Ford Cosworth HB V8 3.5      | G    | 11   | Pedro Lamy           | 13-16 |
| Lotus-Ford Cosworth Team Lotus             | Lotus 107B     | Ford Cosworth HB V8 3.5      | G    | 12   | Johnny Herbert       | Sve   |
| Jordan-Hart Sasol Jordan                   | Jordan 193     | Hart 1035 V10 3.5            | G    | 14   | Rubens Barrichello   | Sve   |
| Jordan-Hart Sasol Jordan                   | Jordan 193     | Hart 1035 V10 3.5            | G    | 15   | Ivan Capelli         | 1-2   |
| Jordan-Hart Sasol Jordan                   | Jordan 193     | Hart 1035 V10 3.5            | G    | 15   | Thierry Boutsen      | 3-12  |
| Jordan-Hart Sasol Jordan                   | Jordan 193     | Hart 1035 V10 3.5            | G    | 15   | Marco Apicella       | 13    |
| Jordan-Hart Sasol Jordan                   | Jordan 193     | Hart 1035 V10 3.5            | G    | 15   | Emanuele Naspetti    | 14    |
| Jordan-Hart Sasol Jordan                   | Jordan 193     | Hart 1035 V10 3.5            | G    | 15   | Eddie Irvine         | 15-16 |
| Larrousse-Lamborghini Larrousse F1         | Larrousse LH93 | Lamborghini 3512 V12 3.5     | G    | 19   | Philippe Alliot      | 1-14  |
| Larrousse-Lamborghini Larrousse F1         | Larrousse LH93 | Lamborghini 3512 V12 3.5     | G    | 19   | Toshio Suzuki        | 15-16 |
| Larrousse-Lamborghini Larrousse F1         | Larrousse LH93 | Lamborghini 3512 V12 3.5     | G    | 20   | Érik Comas           | Sve   |
| Lola-Ferrari Lola BMS Scuderia Italia      | Lola T93/30    | Ferrari 040 V12 3.5          | G    | 21   | Michele Alboreto     | 1-14  |
| Lola-Ferrari Lola BMS Scuderia Italia      | Lola T93/30    | Ferrari 040 V12 3.5          | G    | 22   | Luca Badoer          | 1-14  |
| Minardi-Ford Cosworth Minardi F1 Team      | Minardi M193   | Ford Cosworth HB V8 3.5      | G    | 23   | Christian Fittipaldi | 1-14  |
| Minardi-Ford Cosworth Minardi F1 Team      | Minardi M193   | Ford Cosworth HB V8 3.5      | G    | 23   | Jean-Marc Gounon     | 15-16 |
| Minardi-Ford Cosworth Minardi F1 Team      | Minardi M193   | Ford Cosworth HB V8 3.5      | G    | 24   | Fabrizio Barbazza    | 1-8   |
| Minardi-Ford Cosworth Minardi F1 Team      | Minardi M193   | Ford Cosworth HB V8 3.5      | G    | 24   | Pierluigi Martini    | 9-16  |
| Ligier-Renault Ligier Gitanes Blondes      | Ligier JS39    | Renault RS5 V10 3.5          | G    | 25   | Martin Brundle       | Sve   |
| Ligier-Renault Ligier Gitanes Blondes      | Ligier JS39    | Renault RS5 V10 3.5          | G    | 26   | Mark Blundell        | Sve   |
| Ferrari Scuderia Ferrari                   | Ferrari F93A   | Ferrari 041 V12 3.5          | G    | 27   | Jean Alesi           | Sve   |
| Ferrari Scuderia Ferrari                   | Ferrari F93A   | Ferrari 041 V12 3.5          | G    | 28   | Gerhard Berger       | Sve   |
| Sauber Sauber                              | Sauber C12     | Sauber LH10 V10 3.5          | G    | 29   | Karl Wendlinger      | Sve   |
| Sauber Sauber                              | Sauber C12     | Sauber LH10 V10 3.5          | G    | 30   | JJ Lehto             | Sve   |

## Utrke
|     | Utrka                                             | 1.                                        | 2.                                        | 3.                                        |
| --- | ------------------------------------------------- | ----------------------------------------- | ----------------------------------------- | ----------------------------------------- |
|     |                                                   |                                           |                                           |                                           |
| 1.  | VN Južne Afrike, Kyalami 14. ožujka 1993.         | Alain Prost Williams-Renault              | Ayrton Senna McLaren-Ford Cosworth        | Mark Blundell Ligier-Renault              |
| 2.  | VN Brazila, Interlagos 28. ožujka 1993.           | Ayrton Senna McLaren-Ford Cosworth        | Damon Hill Williams-Renault               | Michael Schumacher Benetton-Ford Cosworth |
| 3.  | VN Europe, Donington 11. travnja 1993.            | Ayrton Senna McLaren-Ford Cosworth        | Damon Hill Williams-Renault               | Alain Prost Williams-Renault              |
| 4.  | VN San Marina, Imola 25. travnja 1993.            | Alain Prost Williams-Renault              | Michael Schumacher Benetton-Ford Cosworth | Martin Brundle Ligier-Renault             |
| 5.  | VN Španjolske, Catalunya 9. svibnja 1993.         | Alain Prost Williams-Renault              | Ayrton Senna McLaren-Ford Cosworth        | Michael Schumacher Benetton-Ford Cosworth |
| 6.  | VN Monaka, Monte Carlo 23. svibnja 1993.          | Ayrton Senna McLaren-Ford Cosworth        | Damon Hill Williams-Renault               | Jean Alesi Ferrari                        |
| 7.  | VN Kanade, Montreal 13. lipnja 1993.              | Alain Prost Williams-Renault              | Michael Schumacher Benetton-Ford Cosworth | Damon Hill Williams-Renault               |
| 8.  | VN Francuske, Magny-Cours 4. srpnja 1993.         | Alain Prost Williams-Renault              | Damon Hill Williams-Renault               | Michael Schumacher Benetton-Ford Cosworth |
| 9.  | VN Velike Britanije, Silverstone 11. srpnja 1993. | Alain Prost Williams-Renault              | Michael Schumacher Benetton-Ford Cosworth | Riccardo Patrese Benetton-Ford Cosworth   |
| 10. | VN Njemačke, Hockenheim 25. srpnja 1993.          | Alain Prost Williams-Renault              | Michael Schumacher Benetton-Ford Cosworth | Mark Blundell Ligier-Renault              |
| 11. | VN Mađarske, Hungaroring 15. kolovoza 1993.       | Damon Hill Williams-Renault               | Riccardo Patrese Benetton-Ford Cosworth   | Gerhard Berger Ferrari                    |
| 12. | VN Belgije, Spa-Francorchamps 29. kolovoza 1993.  | Damon Hill Williams-Renault               | Michael Schumacher Benetton-Ford Cosworth | Alain Prost Williams-Renault              |
| 13. | VN Italije, Monza 12. rujna 1993.                 | Damon Hill Williams-Renault               | Jean Alesi Ferrari                        | Michael Andretti McLaren-Ford Cosworth    |
| 14. | VN Portugala, Estoril 26. rujna 1993.             | Michael Schumacher Benetton-Ford Cosworth | Alain Prost Williams-Renault              | Damon Hill Williams-Renault               |
| 15. | VN Japana, Suzuka 24. listopada 1993.             | Ayrton Senna McLaren-Ford Cosworth        | Alain Prost Williams-Renault              | Mika Häkkinen McLaren-Ford Cosworth       |
| 16. | VN Australije, Adelaide 7. studenog 1993.         | Ayrton Senna McLaren-Ford Cosworth        | Alain Prost Williams-Renault              | Damon Hill Williams-Renault               |
|     |                                                   |                                           |                                           |                                           |

## Konačni poredak

### Vozači
| Poz. | Vozač                | RSA | BRA | EUR | SMR | ESP | MON | CAN | FRA | GBR | GER | HUN | BEL | ITA | POR | JPN | AUS | Bodovi |
| ---- | -------------------- | --- | --- | --- | --- | --- | --- | --- | --- | --- | --- | --- | --- | --- | --- | --- | --- | ------ |
| 1.   | Alain Prost          | 1   | Ret | 3   | 1   | 1   | 4   | 1   | 1   | 1   | 1   | 12  | 3   | 12  | 2   | 2   | 2   | 99     |
| 2.   | Ayrton Senna         | 2   | 1   | 1   | Ret | 2   | 1   | 18  | 4   | 5   | 4   | Ret | 4   | Ret | Ret | 1   | 1   | 73     |
| 3.   | Damon Hill           | Ret | 2   | 2   | Ret | Ret | 2   | 3   | 2   | Ret | 15  | 1   | 1   | 1   | 3   | 4   | 3   | 69     |
| 4.   | Michael Schumacher   | Ret | 3   | Ret | 2   | 3   | Ret | 2   | 3   | 2   | 2   | Ret | 2   | Ret | 1   | Ret | Ret | 52     |
| 5.   | Riccardo Patrese     | Ret | Ret | 5   | Ret | 4   | Ret | Ret | 10  | 3   | 5   | 2   | 6   | 5   | 16  | Ret | 8   | 20     |
| 6.   | Jean Alesi           | Ret | 8   | Ret | Ret | Ret | 3   | Ret | Ret | 9   | 7   | Ret | Ret | 2   | 4   | Ret | 4   | 16     |
| 7.   | Martin Brundle       | Ret | Ret | Ret | 3   | Ret | 6   | 5   | 5   | 14  | 8   | 5   | 7   | Ret | 6   | 9   | 6   | 13     |
| 8.   | Gerhard Berger       | 6   | Ret | Ret | Ret | 6   | 14  | 4   | 14  | Ret | 6   | 3   | 10  | Ret | Ret | Ret | 5   | 12     |
| 9.   | Johnny Herbert       | Ret | 4   | 4   | 8   | Ret | Ret | 10  | Ret | 4   | 10  | Ret | 5   | Ret | Ret | 11  | Ret | 11     |
| 10.  | Mark Blundell        | 3   | 5   | Ret | Ret | 7   | Ret | Ret | Ret | 7   | 3   | 7   | 11  | Ret | Ret | 7   | 9   | 10     |
| 11.  | Michael Andretti     | Ret | Ret | Ret | Ret | 5   | 8   | 14  | 6   | Ret | Ret | Ret | 8   | 3   |     |     |     | 7      |
| 12.  | Karl Wendlinger      | Ret | Ret | Ret | Ret | Ret | 13  | 6   | Ret | Ret | 9   | 6   | Ret | 4   | 5   | Ret | 15  | 7      |
| 13.  | JJ Lehto             | 5   | Ret | Ret | 4   | Ret | Ret | 7   | Ret | 8   | Ret | Ret | 9   | Ret | 7   | 8   | Ret | 5      |
| 14.  | Christian Fittipaldi | 4   | Ret | 7   | Ret | 8   | 5   | 9   | 8   | 12  | 11  | Ret | Ret | 8   | 9   |     |     | 5      |
| 15.  | Mika Häkkinen        |     |     |     |     |     |     |     |     |     |     |     |     |     | Ret | 3   | Ret | 4      |
| 16.  | Derek Warwick        | 7   | 9   | Ret | Ret | 13  | Ret | 16  | 13  | 6   | 17  | 4   | Ret | Ret | 15  | 14  | 10  | 4      |
| 17.  | Philippe Alliot      | Ret | 7   | Ret | 5   | Ret | 12  | Ret | 9   | 11  | 12  | 8   | 12  | 9   | 10  |     |     | 2      |
| 18.  | Rubens Barrichello   | Ret | Ret | 10  | Ret | 12  | 9   | Ret | 7   | 10  | Ret | Ret | Ret | Ret | 13  | 5   | 11  | 2      |
| 19.  | Fabrizio Barbazza    | Ret | Ret | 6   | 6   | Ret | 11  | Ret | Ret |     |     |     |     |     |     |     |     | 2      |
| 20.  | Alessandro Zanardi   | Ret | 6   | 8   | Ret | 14  | 7   | 11  | Ret | Ret | Ret | Ret |     |     |     |     |     | 1      |
| 21.  | Érik Comas           | Ret | 10  | 9   | Ret | 9   | Ret | 8   | 16  | Ret | Ret | Ret | Ret | 6   | 11  | Ret | 12  | 1      |
| 22.  | Eddie Irvine         |     |     |     |     |     |     |     |     |     |     |     |     |     |     | 6   | Ret | 1      |
| 23.  | Pierluigi Martini    |     |     |     |     |     |     |     |     | Ret | 14  | Ret | Ret | 7   | 8   | 10  | Ret | 0      |
| 24.  | Aguri Suzuki         | Ret | Ret | Ret | 9   | 10  | Ret | 13  | 12  | Ret | Ret | Ret | Ret | Ret | Ret | Ret | 7   | 0      |
| 25.  | Luca Badoer          | Ret | 12  | DNQ | 7   | Ret | DNQ | 15  | Ret | Ret | Ret | Ret | 13  | 10  | 14  |     |     | 0      |
| 26.  | Thierry Boutsen      |     |     | Ret | Ret | 11  | Ret | 12  | 11  | Ret | 13  | 9   | Ret |     |     |     |     | 0      |
| 27.  | Andrea de Cesaris    | Ret | Ret | Ret | Ret | DSQ | 10  | Ret | 15  | NC  | Ret | 11  | Ret | 13  | 12  | Ret | 13  | 0      |
| 28.  | Ukyo Katayama        | Ret | Ret | Ret | Ret | Ret | Ret | 17  | Ret | 13  | Ret | 10  | 15  | 14  | Ret | Ret | Ret | 0      |
| 29.  | Michele Alboreto     | Ret | 11  | 11  | DNQ | DNQ | Ret | DNQ | DNQ | DNQ | 16  | Ret | 14  | Ret | Ret |     |     | 0      |
| 30.  | Pedro Lamy           |     |     |     |     |     |     |     |     |     |     |     |     | 11  | Ret | 13  | Ret | 0      |
| 31.  | Toshio Suzuki        |     |     |     |     |     |     |     |     |     |     |     |     |     |     | 12  | 14  | 0      |
| —    | Jean-Marc Gounon     |     |     |     |     |     |     |     |     |     |     |     |     |     |     | Ret | Ret | 0      |
| —    | Ivan Capelli         | Ret | DNQ |     |     |     |     |     |     |     |     |     |     |     |     |     |     | 0      |
| —    | Marco Apicella       |     |     |     |     |     |     |     |     |     |     |     |     | Ret |     |     |     | 0      |
| —    | Emanuele Naspetti    |     |     |     |     |     |     |     |     |     |     |     |     |     | Ret |     |     | 0      |
| Poz. | Vozač                | RSA | BRA | EUR | SMR | ESP | MON | CAN | FRA | GBR | GER | HUN | BEL | ITA | POR | JPN | AUS | Bodovi |

| Boja       | Rezultat                   | Oznaka boje |
| ---------- | -------------------------- | ----------- |
| Zlato      | 1. mjesto                  | #FFFFBF     |
| Srebro     | 2. mjesto                  | #DFDFDF     |
| Bronca     | 3. mjesto                  | #FFDF9F     |
| Zeleno     | U cilju osvojivši bodove   | #DFFFDF     |
| Plavo      | U cilju bez bodova         | #CFCFFF     |
| Ljubičasto | Nije završio utrku (Ret)   | #EFCFFF     |
| Ljubičasto | Nije klasificiran (NC)     | #EFCFFF     |
| Crveno     | Nije se kvalificirao (DNQ) | #FFCFCF     |
| Crno       | Diskvalificaran (DSQ)      | #000000     |
| Bijelo     | Nije startao (DNS)         | #FFFFFF     |
| Bez boje   | Nije sudjelovao            |             |
| Bez boje   | Bolovanje (INJ)            |             |
| Bez boje   | Isključen (EX)             |             |

### Konstruktori
| Pozicija | Konstruktor            | Bodovi |
| -------- | ---------------------- | ------ |
| 1.       | Williams-Renault       | 168    |
| 2.       | McLaren-Ford Cosworth  | 84     |
| 3.       | Benetton-Ford Cosworth | 72     |
| 4.       | Ferrari                | 28     |
| 5.       | Ligier-Renault         | 23     |
| 6.       | Lotus-Ford Cosworth    | 12     |
| 7.       | Sauber                 | 12     |
| 8.       | Minardi-Ford Cosworth  | 7      |
| 9.       | Footwork-Mugen Honda   | 4      |
| 10.      | Jordan-Hart            | 3      |
| 11.      | Larrousse-Lamborghini  | 3      |
| 12.      | Lola-Ferrari           | 0      |
| 13.      | Tyrrell-Yamaha         | 0      |

## Kvalifikacije
| Poz. | JAF         | BRA         | EUR         | SMR         | ŠPA         | MON         | KAN         | FRA         | Poz. |
| ---- | ----------- | ----------- | ----------- | ----------- | ----------- | ----------- | ----------- | ----------- | ---- |
| 1.   | Prost       | Prost       | Prost       | Prost       | Prost       | Prost       | Prost       | Hill        | 1.   |
| 2.   | Senna       | Hill        | Hill        | Hill        | Hill        | Schumacher  | Hill        | Prost       | 2.   |
| 3.   | Schumacher  | Senna       | Schumacher  | Schumacher  | Senna       | Senna       | Schumacher  | Brundle     | 3.   |
| 4.   | Hill        | Schumacher  | Senna       | Senna       | Schumacher  | Hill        | Patrese     | Blundell    | 4.   |
| 5.   | Alesi       | Andretti    | Wendlinger  | Wendlinger  | Patrese     | Alesi       | Berger      | Senna       | 5.   |
| 6.   | Lehto       | Patrese     | Andretti    | Andretti    | Wendlinger  | Patrese     | Alesi       | Alesi       | 6.   |
| 7.   | Patrese     | Lehto       | Lehto       | Blundell    | Andretti    | Berger      | Brundle     | Schumacher  | 7.   |
| 8.   | Blundell    | Wendlinger  | Berger      | Berger      | Alesi       | Wendlinger  | Senna       | Barrichello | 8.   |
| 9.   | Andretti    | Alesi       | Alesi       | Alesi       | Lehto       | Andretti    | Wendlinger  | Comas       | 9.   |
| 10.  | Wendlinger  | Blundell    | Patrese     | Brundle     | Herbert     | Comas       | Blundell    | Alliot      | 10.  |
| 11.  | Alliot      | Alliot      | Herbert     | Patrese     | Berger      | Lehto       | Lehto       | Wendlinger  | 11.  |
| 12.  | Brundle     | Herbert     | Barrichello | Herbert     | Blundell    | Warwick     | Andretti    | Patrese     | 12.  |
| 13.  | Fittipaldi  | Berger      | Zanardi     | Barrichello | Alliot      | Brundle     | Comas       | A. Suzuki   | 13.  |
| 14.  | Barrichello | Barrichello | Alliot      | Alliot      | Comas       | Herbert     | Barrichello | Berger      | 14.  |
| 15.  | Berger      | Zanardi     | Warwick     | Warwick     | Zanardi     | Alliot      | Alliot      | Warwick     | 15.  |
| 16.  | Zanardi     | Brundle     | Fittipaldi  | Lehto       | Warwick     | Barrichello | A. Suzuki   | Andretti    | 16.  |
| 17.  | Herbert     | Comas       | Comas       | Comas       | Barrichello | Fittipaldi  | Fittipaldi  | Zanardi     | 17.  |
| 18.  | Capelli     | Warwick     | Katayama    | De Cesaris  | Brundle     | A. Suzuki   | Warwick     | Lehto       | 18.  |
| 19.  | Comas       | A. Suzuki   | Boutsen     | Boutsen     | A. Suzuki   | De Cesaris  | De Cesaris  | Herbert     | 19.  |
| 20.  | A. Suzuki   | Fittipaldi  | Barbazza    | Zanardi     | Fittipaldi  | Zanardi     | Herbert     | Boutsen     | 20.  |
| 21.  | Katayama    | Badoer      | Blundell    | A. Suzuki   | Boutsen     | Blundell    | Zanardi     | Katayama    | 21.  |
| 22.  | Warwick     | Katayama    | Brundle     | Katayama    | Badoer      | Katayama    | Katayama    | Badoer      | 22.  |
| 23.  | De Cesaris  | De Cesaris  | A. Suzuki   | Fittipaldi  | Katayama    | Boutsen     | Barbazza    | Fittipaldi  | 23.  |
| 24.  | Barbazza    | Barbazza    | Alboreto    | Badoer      | De Cesaris  | Alboreto    | Boutsen     | Barbazza    | 24.  |
| 25.  | Alboreto    | Alboreto    | De Cesaris  | Barbazza    | Barbazza    | Barbazza    | Badoer      | De Cesaris  | 25.  |
| 26.  | Badoer      | Capelli     | Badoer      | Alboreto    | Alboreto    | Badoer      | Alboreto    | Alboreto    | 26.  |

| Poz. | VBR         | NJE         | MAĐ         | BEL         | ITA         | POR         | JAP         | AUS         | Poz. |
| ---- | ----------- | ----------- | ----------- | ----------- | ----------- | ----------- | ----------- | ----------- | ---- |
| 1.   | Prost       | Prost       | Prost       | Prost       | Prost       | Hill        | Prost       | Senna       | 1.   |
| 2.   | Hill        | Hill        | Hill        | Hill        | Hill        | Prost       | Senna       | Prost       | 2.   |
| 3.   | Schumacher  | Schumacher  | Schumacher  | Schumacher  | Alesi       | Häkkinen    | Häkkinen    | Hill        | 3.   |
| 4.   | Senna       | Senna       | Senna       | Alesi       | Senna       | Senna       | Schumacher  | Schumacher  | 4.   |
| 5.   | Patrese     | Blundell    | Patrese     | Senna       | Schumacher  | Alesi       | Berger      | Häkkinen    | 5.   |
| 6.   | Brundle     | Brundle     | Berger      | A. Suzuki   | Berger      | Schumacher  | Hill        | Berger      | 6.   |
| 7.   | Herbert     | Patrese     | Martini     | Warwick     | Herbert     | Patrese     | Warwick     | Alesi       | 7.   |
| 8.   | Warwick     | A. Suzuki   | Alesi       | Patrese     | A. Suzuki   | Berger      | Irvine      | Brundle     | 8.   |
| 9.   | Blundell    | Berger      | Warwick     | Lehto       | Andretti    | Warwick     | A. Suzuki   | Patrese     | 9.   |
| 10.  | A. Suzuki   | Alesi       | A. Suzuki   | Herbert     | Patrese     | Blundell    | Patrese     | A. Suzuki   | 10.  |
| 11.  | Andretti    | Warwick     | Andretti    | Brundle     | Warwick     | Brundle     | Lehto       | Wendlinger  | 11.  |
| 12.  | Alesi       | Andretti    | Blundell    | Wendlinger  | Brundle     | Lehto       | Barrichello | Lehto       | 12.  |
| 13.  | Berger      | Herbert     | Brundle     | Barrichello | Lehto       | Wendlinger  | Katayama    | Barrichello | 13.  |
| 14.  | Zanardi     | Wendlinger  | Fittipaldi  | Andretti    | Blundell    | Herbert     | Alesi       | Blundell    | 14.  |
| 15.  | Barrichello | Zanardi     | Lehto       | Blundell    | Wendlinger  | Barrichello | Brundle     | De Cesaris  | 15.  |
| 16.  | Lehto       | Comas       | Barrichello | Berger      | Alliot      | A. Suzuki   | Wendlinger  | Martini     | 16.  |
| 17.  | Comas       | Barrichello | Wendlinger  | De Cesaris  | Katayama    | De Cesaris  | Blundell    | Warwick     | 17.  |
| 18.  | Wendlinger  | Lehto       | Comas       | Alliot      | De Cesaris  | Lamy        | De Cesaris  | Katayama    | 18.  |
| 19.  | Fittipaldi  | De Cesaris  | Alliot      | Comas       | Barrichello | Martini     | Herbert     | Irvine      | 19.  |
| 20.  | Martini     | Fittipaldi  | Herbert     | Boutsen     | Comas       | Alliot      | Lamy        | Herbert     | 20.  |
| 21.  | De Cesaris  | Katayama    | Zanardi     | Martini     | Alboreto    | Katayama    | Comas       | Comas       | 21.  |
| 22.  | Katayama    | Martini     | De Cesaris  | Fittipaldi  | Martini     | Comas       | Martini     | Gounon      | 22.  |
| 23.  | Boutsen     | Alliot      | Katayama    | Katayama    | Apicella    | Naspetti    | T. Suzuki   | Lamy        | 23.  |
| 24.  | Alliot      | Boutsen     | Boutsen     | Badoer      | Fittipaldi  | Fittipaldi  | Gounon      | T. Suzuki   | 24.  |
| 25.  | Badoer      | Badoer      | Alboreto    | Alboreto    | Badoer      | Alboreto    |             |             | 25.  |
| 26.  | Alboreto    | Alboreto    | Badoer      |             | Lamy        | Badoer      |             |             | 26.  |

## Statistike
| Vozač              | Postolja  | Postolja  | Postolja  | Prvo startno mjesto | Najbrži krug | Krugovi u vodstvu |
| Vozač              | 1. mjesto | 2. mjesto | 3. mjesto | Prvo startno mjesto | Najbrži krug | Krugovi u vodstvu |
| ------------------ | --------- | --------- | --------- | ------------------- | ------------ | ----------------- |
| Alain Prost        | 7         | 3         | 2         | 13                  | 6            | 431               |
| Ayrton Senna       | 5         | 2         | -         | 1                   | 1            | 290               |
| Damon Hill         | 3         | 4         | 3         | 2                   | 4            | 242               |
| Michael Schumacher | 1         | 5         | 3         | -                   | 5            | 63                |
| Jean Alesi         | -         | 1         | 1         | -                   | -            | 19                |
| Riccardo Patrese   | -         | 1         | 1         | -                   | -            | -                 |
| Mark Blundell      | -         | -         | 2         | -                   | -            | -                 |
| Martin Brundle     | -         | -         | 1         | -                   | -            | -                 |
| Gerhard Berger     | -         | -         | 1         | -                   | -            | -                 |
| Michael Andretti   | -         | -         | 1         | -                   | -            | -                 |
| Mika Häkkinen      | -         | -         | 1         | -                   | -            | -                 |

| Konstruktor      | Postolja  | Postolja  | Postolja  | Prvo startno mjesto | Najbrži krug | Krugovi u vodstvu |
| Konstruktor      | 1. mjesto | 2. mjesto | 3. mjesto | Prvo startno mjesto | Najbrži krug | Krugovi u vodstvu |
| ---------------- | --------- | --------- | --------- | ------------------- | ------------ | ----------------- |
| Williams-Renault | 10        | 7         | 5         | 15                  | 10           | 673               |
| McLaren-Ford     | 5         | 2         | 2         | 1                   | 1            | 290               |
| Benetton-Ford    | 1         | 6         | 4         | -                   | 5            | 63                |
| Ferrari          | -         | 1         | 2         | -                   | -            | 19                |
| Ligier-Renault   | -         | -         | 3         | -                   | -            | -                 |

### Vodeći vozač i konstruktor u prvenstvu
U rubrici bodovi, prikazana je bodovna prednost vodećeg vozača / konstruktora ispred drugoplasiranog, dok je žutom bojom označena utrka na kojoj je vozač / konstruktor osvojio naslov prvaka.
| Utrka               | Vozač        | Bodovi |
| ------------------- | ------------ | ------ |
| VN Južne Afrike     | Alain Prost  | 4      |
| VN Brazila          | Ayrton Senna | 6      |
| VN Europe           | Ayrton Senna | 12     |
| VN San Marina       | Ayrton Senna | 2      |
| VN Španjolske       | Alain Prost  | 2      |
| VN Monaka           | Ayrton Senna | 5      |
| VN Kanade           | Alain Prost  | 5      |
| VN Francuske        | Alain Prost  | 12     |
| VN Velike Britanije | Alain Prost  | 20     |
| VN Njemačke         | Alain Prost  | 27     |
| VN Mađarske         | Alain Prost  | 27     |
| VN Belgije          | Alain Prost  | 28     |
| VN Italije          | Alain Prost  | 23     |
| VN Portugala        | Alain Prost  | 25     |
| VN Japana           | Alain Prost  | 28     |
| VN Australije       | Alain Prost  | 26     |

| Utrka               | Konstruktor                   | Bodovi |
| ------------------- | ----------------------------- | ------ |
| VN Južne Afrike     | Williams-Renault              | 4      |
| VN Brazila          | Williams-Renault McLaren-Ford | 0      |
| VN Europe           | McLaren-Ford                  | 0      |
| VN San Marina       | Williams-Renault              | 10     |
| VN Španjolske       | Williams-Renault              | 12     |
| VN Monaka           | Williams-Renault              | 11     |
| VN Kanade           | Williams-Renault              | 25     |
| VN Francuske        | Williams-Renault              | 37     |
| VN Velike Britanije | Williams-Renault              | 45     |
| VN Njemačke         | Williams-Renault              | 52     |
| VN Mađarske         | Williams-Renault              | 62     |
| VN Belgije          | Williams-Renault              | 69     |
| VN Italije          | Williams-Renault              | 77     |
| VN Portugala        | Williams-Renault              | 77     |
| VN Japana           | Williams-Renault              | 84     |
| VN Australije       | Williams-Renault              | 84     |

## Vanjske poveznice
- Formula 1 1993. - StatsF1